# Royal Rumble (2022)
Royal Rumble (2022) — тридцать пятое в истории шоу Royal Rumble, премиальное живое шоу производства американского рестлинг-промоушна WWE. Оно состоялось 29 января 2022 года на арене The Dome at America's Center в Сент-Луисе, Миссури. Мероприятие транслировалось по системе pay-per-view (PPV) по всему миру и доступно для трансляции через Peacock в США и WWE Network на международном рынке.
Примечательно, что актёр «Чудаков» Джонни Ноксвилл и реггетон-певец Бэд Банни приняли участие в мужском матче «Королевская битва», а сотрудница Impact Wrestling, чемпионка мира Impact среди нокаутов Микки Джеймс — в женском.

## Результаты
| №                                                          | Матч                                                              | Тип матча                                                                                | Время |
| ---------------------------------------------------------- | ----------------------------------------------------------------- | ---------------------------------------------------------------------------------------- | ----- |
| 1                                                          | Сет «Фрикин» Роллинс победил Романа Рейнса (c) по дисквалификации | Матч один на один за титул чемпиона Вселенной WWE. Братья Усо не могут появится у ринга. | 14:25 |
| 2                                                          | Ронда Раузи выиграла «Королевскую битву»                          | Матч «Королевская битва» 30-ти рестлеров среди женщин                                    | 59:40 |
| 3                                                          | Бекки Линч (с) победила Дудроп                                    | Матч один на один за титул чемпиона WWE Raw среди женщин                                 | 13:00 |
| 4                                                          | Бобби Лэшли (с MVP) победил Брока Леснара (с) (с Полом Хейманом)  | Матч один на один за титул чемпиона WWE                                                  | 10:15 |
| 5                                                          | Эдж и Бет Финикс победили Миза и Марис                            | Матч смешанных команд                                                                    | 12:30 |
| 6                                                          | Брок Леснар выиграл «Королевскую битву»                           | Матч «Королевская битва» 30-ти рестлеров среди мужчин                                    | 51:10 |
| (c) — означает чемпиона (чемпионов) на момент начала матча |                                                                   |                                                                                          |       |